# Sparanghel
Sparanghelul (Asparagus officinalis) este o specie de plante erbacee cu rădăcini cărnoase și care are frunze nedezvoltate asemănătoare ca aspect cu solzii unui pește. Sparanghelul este originar din Europa, nordul Africii și vestul Asiei, și este cultivat pe scară largă ca legumă. Sparanghelul este cultivat pentru lăstarii săi tineri, ce au un gust plăcut.

## Galerie

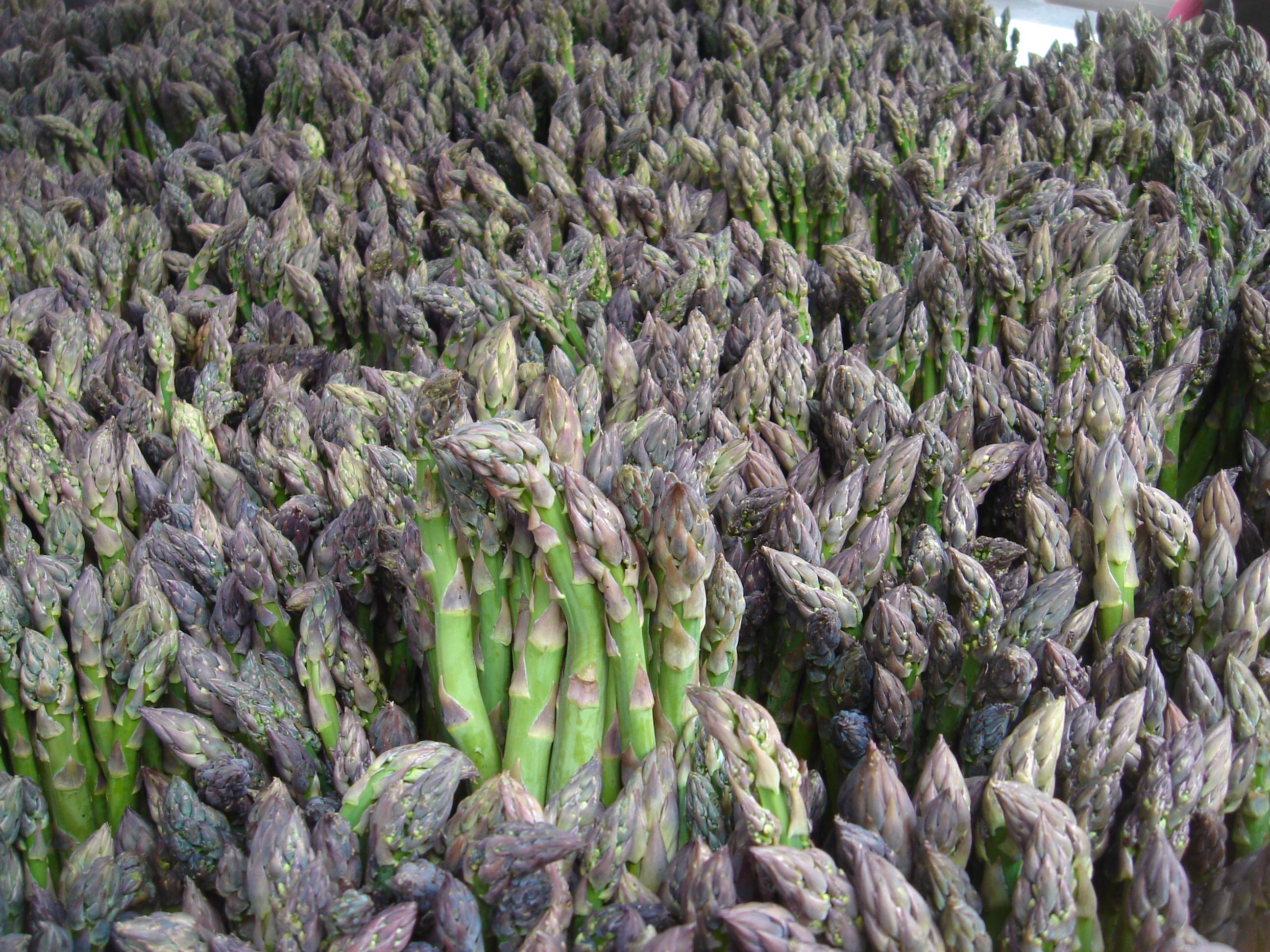
Sparanghel de vânzare
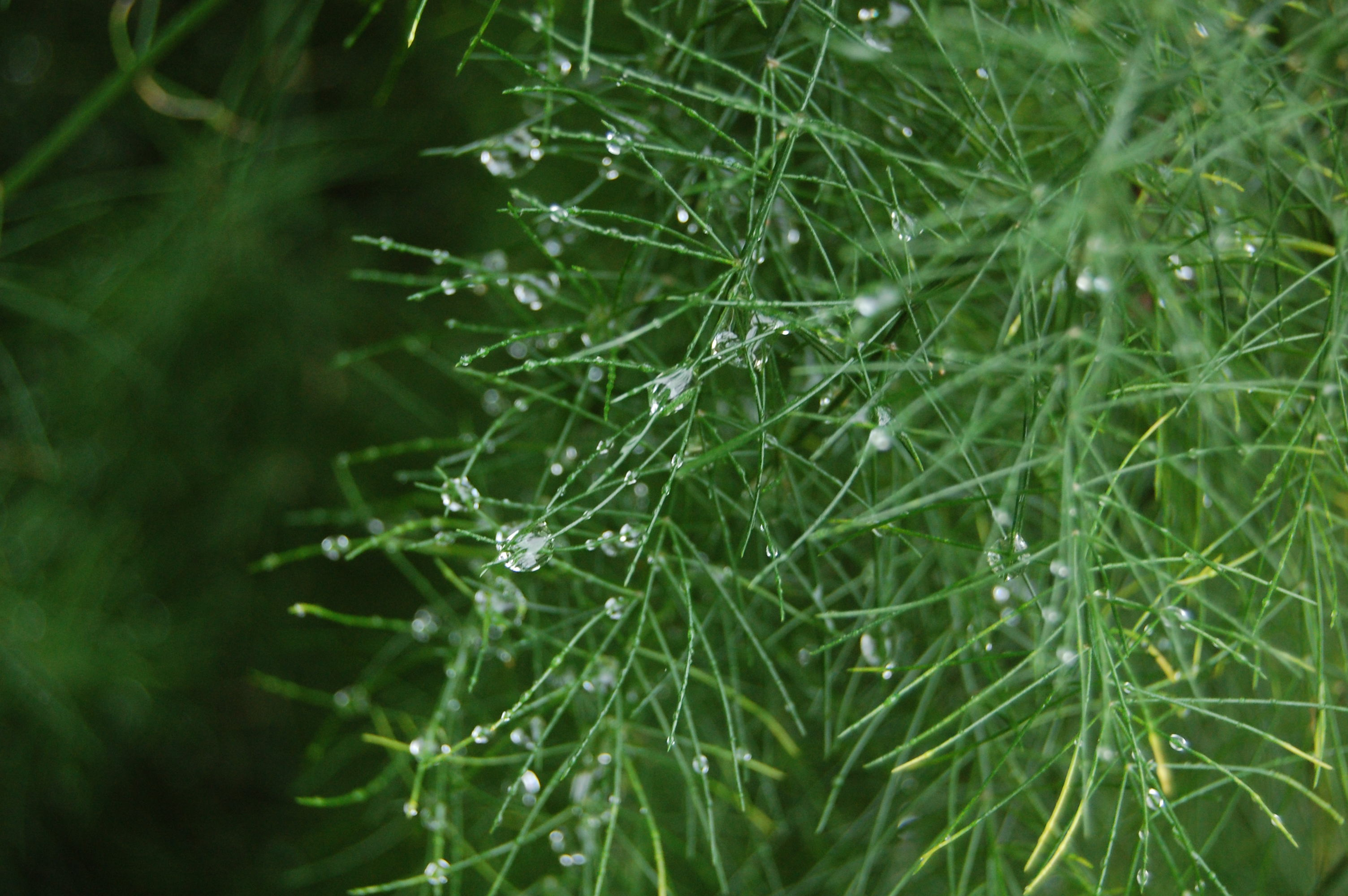
Sparanghel cu picături de rouă
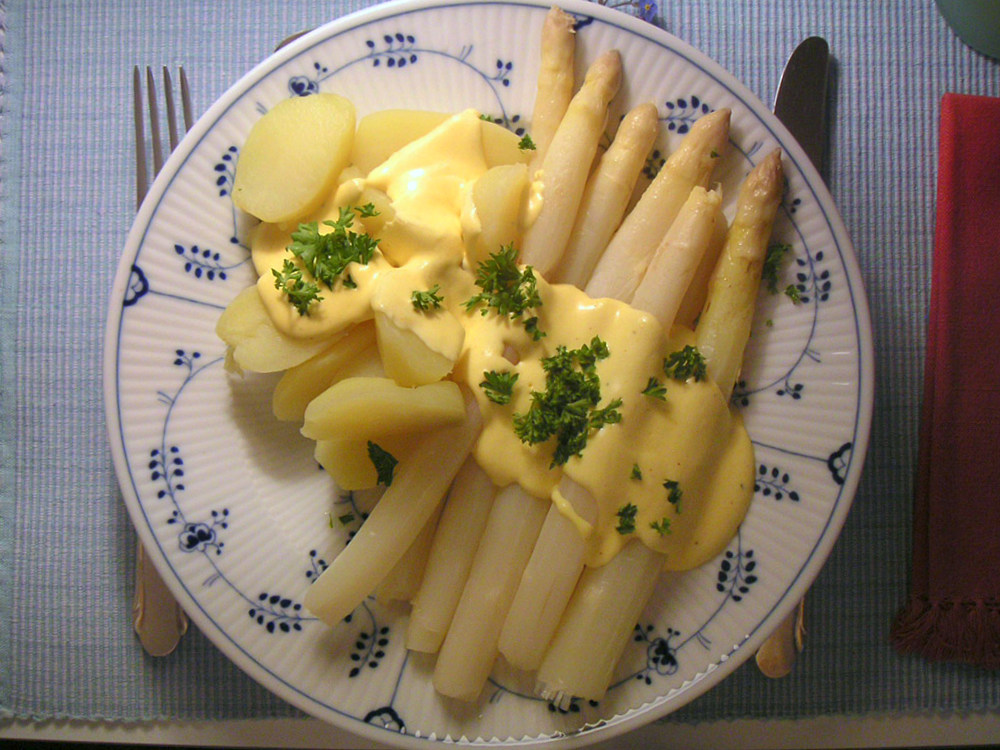
Sparanghel cu sos specific 'olandez'